# Estação São Francisco Xavier / Tijuca
São Francisco Xavier / Tijuca é uma estação da Linha 1 do Metrô do Rio de Janeiro. Está localizada na avenida Heitor Beltrão, entre a Igreja de mesmo nome (Igreja São Francisco Xavier do Engenho Velho), e o Teatro Ziembinski. Possui um fluxo diário de aproximadamente 20 mil passageiros, fica entre a estação Saens Peña e a Estação Afonso Pena. 
Em agosto de 2022, a estação foi renomeada de "São Francisco Xavier" para "São Francisco Xavier / Tijuca", ocasião em que as estações ganharam sufixos com os nomes dos bairros em que se localizam.
Possui apenas um acesso: 
•  Acesso A - Matriz

## Caso Gabriela
No dia 25 de março de 2003, durante um assalto, a estação se tornou palco do assassinato de Gabriela Prado Maia Ribeiro, estudante de 14 anos vítima de uma bala perdida.

## Tabelas
| Sigla | Estação                       | Inauguração | Capacidade                   | Integração | Plataformas | Posição     | Notas |
| ----- | ----------------------------- | ----------- | ---------------------------- | ---------- | ----------- | ----------- | ----- |
| SFX   | São Francisco Xavier / Tijuca | 1982        | 20 mil passageiros hora/pico |            | Laterais    | Subterrânea |       |